# Ivo Werner
Ivo Werner (* 19. srpna 1960 Krnov) je bývalý profesionální tenista původem z Československa, který soutěžil za svou rodnou zemi i západní Německo. Werner je tenisový trenér, který emigroval v roce 1982 do západního Německa a o dva roky později získal občanství.

## Kariéra hráče
Werner dosáhl ve své kariéře hráče prvního čtvrtfinále na Grand Prix v roce 1986 v Metách na Moselle Open. Následujícího roku byl opět ve čtvrtfinále v Brazilii na Guarujá Open. V roce 1987 dosáhl čtyřhry ve finále Heineken Open.

## Kariéra trenéra
Trénoval Petra Kordu, konkrétně také v roce 1998, kdy se stal Korda vítězem Australian Open. Byl také trenérem švýcarského daviscupového týmu.